# Aberdeen (circonscription du Parlement d'Écosse)
Pour les articles homonymes, voir Aberdeen (homonymie).
Aberdeen était une circonscription de Burgh qui a élu un Commissaire au Parlement d'Écosse et à la Convention des États.
Après les Actes d'Union de 1707, Aberdeen, Arbroath, Brechin, Inverbervie et Montrose ont formé le district d'Aberdeen, envoyant un membre à la Chambre des communes de Grande-Bretagne.

## Liste des commissaires de burgh
- 1661–62: William Gray, provost (mort en 1662) [1]
- 1663: Gilbert Gray de Saphok  [1]
- 1665 (convention),1669–74: Sir Robert Patrie de Portlethine, provost[2]
- 1667 (convention): Alexander Alexander, bailli [3]
- 1681–82, 1685–86: Sir George Skene de Fintray, provost [4]
- 1689 (convention), 1689–90: Alexander Gordon, provost (mort vers 1690) [5]
- 1693: Walter Cochrane de Dumbreck, provost [5]
- 1694–1702: Robert Cruickshank de Banchorie, provost [5]
- 1702–07: John Allerdes, provost [6]